# Fantazja 2000
Fantazja 2000 – amerykańska animowana muzyczna antologia filmowa z 1999 roku produkcji Roya E. Disneya i Donalda W. Ernsta. Kontynuacja przeboju Fantazja Walta Disneya  z 1940 roku. Zbiór krótkich nowelek ze znanymi utworami muzyki poważnej w tle. W kinie polskim po raz pierwszy ukazał się 7 lipca 2000 roku.
Otrzymał w większości pozytywne recenzje; serwis Rotten Tomatoes przyznał mu wynik 82%.

## Obsada
- James Levine – on sam
- Chicagowska Orkiestra Symfoniczna – oni sami
- Deems Taylor – on sam (Symphony No. 5 – zdjęcia archiwalne)
- Steve Martin – on sam (Pines of Rome)
- Quincy Jones – on sam (Rhapsody in Blue)
- Bette Midler – ona sama (Piano Concerto No. 2)
- James Earl Jones – on sam (Carnival of the Animals - Finale)
- Penn & Teller – oni sami (The Sorcerer’s Apprentice)
- Wayne Allwine – Myszka Miki (głos, The Sorcerer’s Apprentice)
- Nigel De Brulier – Yen Sid (The Sorcerer’s Apprentice – zdjęcia archiwalne)
- Leopold Stokowski – on sam (The Sorcerer’s Apprentice – zdjęcia archiwalne)
- Tony Anselmo – Kaczor Donald (głos, Pomp and Circumstance)
- Russi Taylor – Kaczka Daisy (głos, Pomp and Circumstance)
- Chicago Symphony Chorus – chór (głos, Pomp and Circumstance)
- Kathleen Battle – śpiew (Pomp and Circumstance)
- Angela Lansbury – ona sama (The Firebird Suite)

## Wersja polska
Wersja polska: Studio Sonica

Reżyseria: Krzysztof Kołbasiuk

Dialogi polskie: Barbara Robaczewska

Opieka artystyczna: Mariusz Arno Jaworowski

W wersji polskiej udział wzięli:
- Jacek Bończyk – Myszka Miki
- Jarosław Boberek – Kaczor Donald
- Anna Apostolakis – Kaczka Daisy